# Élections législatives de 1981 dans l'Allier
Les élections législatives françaises de 1981 dans l'Allier se déroulent les 14 et 21 juin 1981.

## Élus
| Circonscription | Député sortant   | Parti | Parti     | Député élu ou réélu  | Parti | Parti |
| --------------- | ---------------- | ----- | --------- | -------------------- | ----- | ----- |
| 1re             | Hector Rolland   |       | RPR       | Jean-Paul Desgranges |       | PS    |
| 2e              | Pierre Goldberg  |       | PCF       | Albert Chaubard      |       | PS    |
| 3e              | André Lajoinie   |       | PCF       | André Lajoinie       |       | PCF   |
| 4e              | Gabriel Péronnet |       | UDF (Rad) | Jean-Michel Belorgey |       | PS    |

## Positionnement des partis
Le Parti socialiste et le Parti communiste français, sous l'appellation « majorité d'union de la gauche », se présentent dans les quatre circonscriptions du département. Les socialistes investissent Jean-Paul Desgranges, maire d'Yzeure, Albert Chaubard, Louis Huguet, conseiller général du canton de Gannat, et Jean-Michel Belorgey tandis que les communistes soutiennent Pierre Guillaumin, Pierre Goldberg, député-maire sortant de Montluçon, André Lajoinie, lui aussi député sortant, et René Bardet, conseiller général du canton de Cusset.
La majorité sortante, réunie dans l'Union pour la nouvelle majorité (UNM), présente elle aussi des candidats dans l'ensemble des circonscriptions : Hector Rolland (RPR, 1re) et Gabriel Péronnet (UDF-Rad., 4e), députés sortants, Guy Rossi (UDF-PR, 2e) et Edmond Maupoil (UDF-Rad., 3e), conseiller général du canton de Chantelle et maire de Monestier. Par ailleurs, le RPR Roger Meaudre, adjoint au maire de Vichy, est candidat sans avoir reçu d'investiture de la part de l'UNM.
Enfin, les écologistes se présentent dans les circonscriptions de Moulins (1re) et Montluçon (2e) sous l'étiquette « Vivre autrement avec l'écologie » et Lutte ouvrière est représenté par Michelle Loux	dans la 2e circonscription.

## Résultats

### Résultats à l'échelle du département
| Parti          | Parti                              | Premier tour | Premier tour | Second tour | Second tour | Sièges |
| Parti          | Parti                              | Voix         | %            | Voix        | %           | Sièges |
| -------------- | ---------------------------------- | ------------ | ------------ | ----------- | ----------- | ------ |
|                | Parti socialiste                   | 69 783       | 35,81        | 93 439      | 46,56       | 3      |
|                | Parti communiste français          | 55 087       | 28,26        | 25 277      | 12,60       | 1      |
|                | Majorité présidentielle            | 124 870      | 64,07        | 118 716     | 59,16       | 4      |
|                |                                    |              |              |             |             |        |
|                | Union pour la démocratie française | 39 028       | 20,02        | 60 220      | 30,01       | 0      |
|                | Rassemblement pour la République   | 29 095       | 14,93        | 21 744      | 10,84       | 0      |
|                | Union pour la nouvelle majorité    | 68 123       | 34,95        | 81 964      | 40,84       | 0      |
|                |                                    |              |              |             |             |        |
|                | Divers écologiste                  | 1 459        | 0,75         |             |             | 0      |
|                | Lutte ouvrière                     | 445          | 0,23         | 0           |             |        |
|                |                                    |              |              |             |             |        |
| Inscrits       | Inscrits                           | 266 716      | 100,00       | 266 706     | 100,00      | 4      |
| Abstentions    | Abstentions                        | 69 255       | 25,97        | 59 330      | 22,25       |        |
| Votants        | Votants                            | 197 461      | 74,03        | 207 376     | 77,75       |        |
| Blancs et nuls | Blancs et nuls                     | 2 564        | 1,3          | 6 696       | 3,23        |        |
| Exprimés       | Exprimés                           | 194 897      | 98,7         | 200 680     | 96,77       |        |

### Résultats par circonscription

#### Première circonscription (Moulins)
| Candidat       | Candidat                 | Parti             | Premier tour | Premier tour | Second tour | Second tour |  |
| Candidat       | Candidat                 | Parti             | Voix         | %            | Voix        | %           |  |
| -------------- | ------------------------ | ----------------- | ------------ | ------------ | ----------- | ----------- |  |
|                | Hector Rolland sortant   | RPR (UNM)         | 19 254       | 41,36        | 21 744      | 43,96       |  |
|                | Jean-Paul Desgranges élu | PS                | 18 184       | 39,06        | 27 717      | 56,04       |  |
|                | Pierre Guillaumin        | PCF               | 8 530        | 18,32        | Retrait     | Retrait     |  |
|                | Dominique Pin            | Divers écologiste | 583          | 1,25         |             |             |  |
|                |                          |                   |              |              |             |             |  |
| Inscrits       | Inscrits                 | Inscrits          | 62 382       | 100,00       | 62 371      | 100,00      |  |
| Abstentions    | Abstentions              | Abstentions       | 15 373       | 24,64        | 12 119      | 19,43       |  |
| Votants        | Votants                  | Votants           | 47 009       | 75,36        | 50 252      | 80,57       |  |
| Blancs et nuls | Blancs et nuls           | Blancs et nuls    | 458          | 0,97         | 791         | 1,57        |  |
| Exprimés       | Exprimés                 | Exprimés          | 46 551       | 99,03        | 49 461      | 98,43       |  |

#### Deuxième circonscription (Montluçon)
| Candidat       | Candidat                | Parti             | Premier tour | Premier tour | Second tour | Second tour |  |
| Candidat       | Candidat                | Parti             | Voix         | %            | Voix        | %           |  |
| -------------- | ----------------------- | ----------------- | ------------ | ------------ | ----------- | ----------- |  |
|                | Albert Chaubard élu     | PS                | 23 326       | 44,41        | 34 590      | 69,99       |  |
|                | Pierre Goldberg sortant | PCF               | 18 510       | 35,24        | Retrait     | Retrait     |  |
|                | Guy Rossi               | UDF (PR)          | 9 362        | 17,83        | 14 830      | 30,01       |  |
|                | Roger Gozard            | Divers écologiste | 876          | 1,67         |             |             |  |
|                | Michelle Loux           | LO                | 445          | 0,85         |             |             |  |
|                |                         |                   |              |              |             |             |  |
| Inscrits       | Inscrits                | Inscrits          | 70 983       | 100,00       | 70 981      | 100,00      |  |
| Abstentions    | Abstentions             | Abstentions       | 17 762       | 25,02        | 18 400      | 25,92       |  |
| Votants        | Votants                 | Votants           | 53 221       | 74,98        | 52 581      | 74,08       |  |
| Blancs et nuls | Blancs et nuls          | Blancs et nuls    | 702          | 1,32         | 3 161       | 6,01        |  |
| Exprimés       | Exprimés                | Exprimés          | 52 519       | 98,68        | 49 420      | 93,99       |  |

#### Troisième circonscription (Gannat)
| Candidat       | Candidat                     | Parti          | Premier tour | Premier tour | Second tour | Second tour |  |
| Candidat       | Candidat                     | Parti          | Voix         | %            | Voix        | %           |  |
| -------------- | ---------------------------- | -------------- | ------------ | ------------ | ----------- | ----------- |  |
|                | André Lajoinie sortant réélu | PCF            | 17 199       | 39,74        | 25 277      | 57,09       |  |
|                | Edmond Maupoil               | UDF (Rad)      | 14 252       | 32,93        | 19 002      | 42,91       |  |
|                | Louis Huguet                 | PS             | 11 824       | 27,32        | Retrait     | Retrait     |  |
|                |                              |                |              |              |             |             |  |
| Inscrits       | Inscrits                     | Inscrits       | 57 807       | 100,00       | 57 811      | 100,00      |  |
| Abstentions    | Abstentions                  | Abstentions    | 13 969       | 24,16        | 12 054      | 20,85       |  |
| Votants        | Votants                      | Votants        | 43 838       | 75,84        | 45 757      | 79,15       |  |
| Blancs et nuls | Blancs et nuls               | Blancs et nuls | 563          | 1,28         | 1 478       | 3,23        |  |
| Exprimés       | Exprimés                     | Exprimés       | 43 275       | 98,72        | 44 279      | 96,77       |  |

#### Quatrième circonscription (Vichy)
| Candidat       | Candidat                 | Parti          | Premier tour | Premier tour | Second tour | Second tour |  |
| Candidat       | Candidat                 | Parti          | Voix         | %            | Voix        | %           |  |
| -------------- | ------------------------ | -------------- | ------------ | ------------ | ----------- | ----------- |  |
|                | Jean-Michel Belorgey élu | PS             | 16 449       | 31,30        | 31 132      | 54,12       |  |
|                | Gabriel Péronnet sortant | UDF (Rad)      | 15 414       | 29,33        | 26 388      | 45,88       |  |
|                | René Bardet              | PCF            | 10 848       | 20,64        | Retrait     | Retrait     |  |
|                | Roger Meaudre            | RPR            | 9 841        | 18,73        | Retrait     | Retrait     |  |
|                |                          |                |              |              |             |             |  |
| Inscrits       | Inscrits                 | Inscrits       | 75 544       | 100,00       | 75 543      | 100,00      |  |
| Abstentions    | Abstentions              | Abstentions    | 22 151       | 29,32        | 16 757      | 22,18       |  |
| Votants        | Votants                  | Votants        | 53 393       | 70,68        | 58 786      | 77,82       |  |
| Blancs et nuls | Blancs et nuls           | Blancs et nuls | 841          | 1,58         | 1 266       | 2,15        |  |
| Exprimés       | Exprimés                 | Exprimés       | 52 552       | 98,42        | 57 520      | 97,85       |  |